# Mexico International 1999
Die Mexico International 1999 im Badminton fanden vom 2. bis zum 5. Dezember 1999 statt.

## Sieger und Platzierte
| Disziplin    | Gold                               | Silber                            | Bronze                            |
| ------------ | ---------------------------------- | --------------------------------- | --------------------------------- |
| Herreneinzel | Ardy Wiranata                      | Jim Ronny Andersen                | Sergio Llopis                     |
| Herreneinzel | Ardy Wiranata                      | Jim Ronny Andersen                | Thomas Wapp                       |
| Dameneinzel  | Ling Wan Ting                      | Kara Solmundson                   | Louisa Koon Wai Chee              |
| Dameneinzel  | Ling Wan Ting                      | Kara Solmundson                   | Dolores Marco                     |
| Herrendoppel | Ma Che Kong Yau Tsz Yuk            | Keita Masuda Tadashi Ohtsuka      | Hugo Rodrigues Marco Vasconcelos  |
| Herrendoppel | Ma Che Kong Yau Tsz Yuk            | Keita Masuda Tadashi Ohtsuka      | Bryan Moody Brent Olynyk          |
| Damendoppel  | Louisa Koon Wai Chee Ling Wan Ting | Milaine Cloutier Robbyn Hermitage | Pilar Bellido Jody Patrick        |
| Damendoppel  | Louisa Koon Wai Chee Ling Wan Ting | Milaine Cloutier Robbyn Hermitage | Ximena Bellido Lorena Blanco      |
| Mixed        | Mike Beres Kara Solmundson         | Hugo Rodrigues Ana Ferreira       | Mario Carulla Adrienn Kocsis      |
| Mixed        | Mike Beres Kara Solmundson         | Hugo Rodrigues Ana Ferreira       | José Antonio Crespo Dolores Marco |